# Кена (музичний інструмент)
Кена (кеч. qina, ісп. quena) — традиційний тип андійської флейти, поширений серед індіанців андійського регіону. Зазвичай виробляється з бамбука, та має 6 дірок для пальців на одній стороні, одну дірку для великого пальця на іншій та відкриття на обох кінцях. Для отримання звуку, гравець закриває вищий кінець труби своїм підборіддям і нижчою губою, і дує уздовж трубки вниз, вздовж осі трубки на короткий розріз в її кінці. Коли всі дірки закриті, кена видає найнижчу ноту — зазвичай G. Її тон дуже хрипкий або повітряний, звук приємний.
Існує також більша за розміром версія кени — кеначо (ісп. quenacho), що дає нижчий тон, проте сконструйована дуже подібно. Вона знаходиться в ключі D, на п'ять нижче, ніж кена.